# Langskip

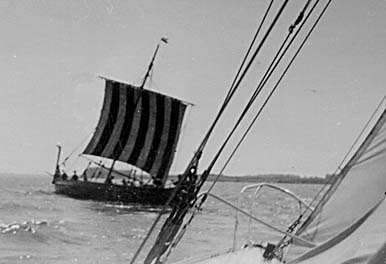
Langskip

Langskip – nazwa średniowiecznego okrętu Normanów (wikingów). Pochodzi od określenia „długi okręt”. Langskipy miały stosunek długości do szerokości sięgający 7:1, co, jak na średniowieczne warunki, oznaczało jednostki bardzo smukłe. Langskipy posiadały jeden maszt, na którym podnoszono duży, czworokątny, wełniany rejowy żagiel (żagiel taki pojawił się na jednostkach normańskich na przełomie VI i VII w.). Okręty budowano na szkielecie składającym się ze stępki i wręgów z drewnianych klepek łączonych na zakładkę (poszycie klinkierowe) łączonych przy użyciu kołków. Drewno do budowy jednostek było rozszczepiane, a nie piłowane, co czyniło je bardzo elastycznym i wytrzymałym oraz bardziej odpornym na nasiąkanie i gnicie. Stępkę wykonywano z jednego dębowego pnia, a maszt z jednej specjalnie dobranej sosny. Były to najważniejsze elementy drewniane jednostki. 
Langskipy były pełnomorskimi jednostkami mogącymi sprostać nawet ciężkim warunkom żeglugi oceanicznej, w przeciwieństwie do małych, przybrzeżnych karfi. Z racji kształtu kadłuba dziób jednostki przy dużej prędkości unosił się nad wodę. Deski kadłuba grubości ok. 2,5 cm były – jak na ówczesne warunki – bardzo cienkie, czyniąc kadłub lekkim. Specjalna metoda łączenia desek na zakładkę powodowała przepływ powietrza pod kadłubem. Znacznie zmniejszało to opór wody, pozwalając na osiąganie dużych prędkości rzędu 14–16 węzłów. 
Na przełomie X i XI w. wyróżniano kilka klas normańskich okrętów, przy czym czynnikiem klasyfikującym była liczba miejsc dla wioślarzy. Langskipy dzielono na najmniejsze sneki (snekkary) – 30–40 wioseł, średnie skeidy (50–60 wioseł) i drakkary – powyżej 60 wioseł.